# Arte nabateo

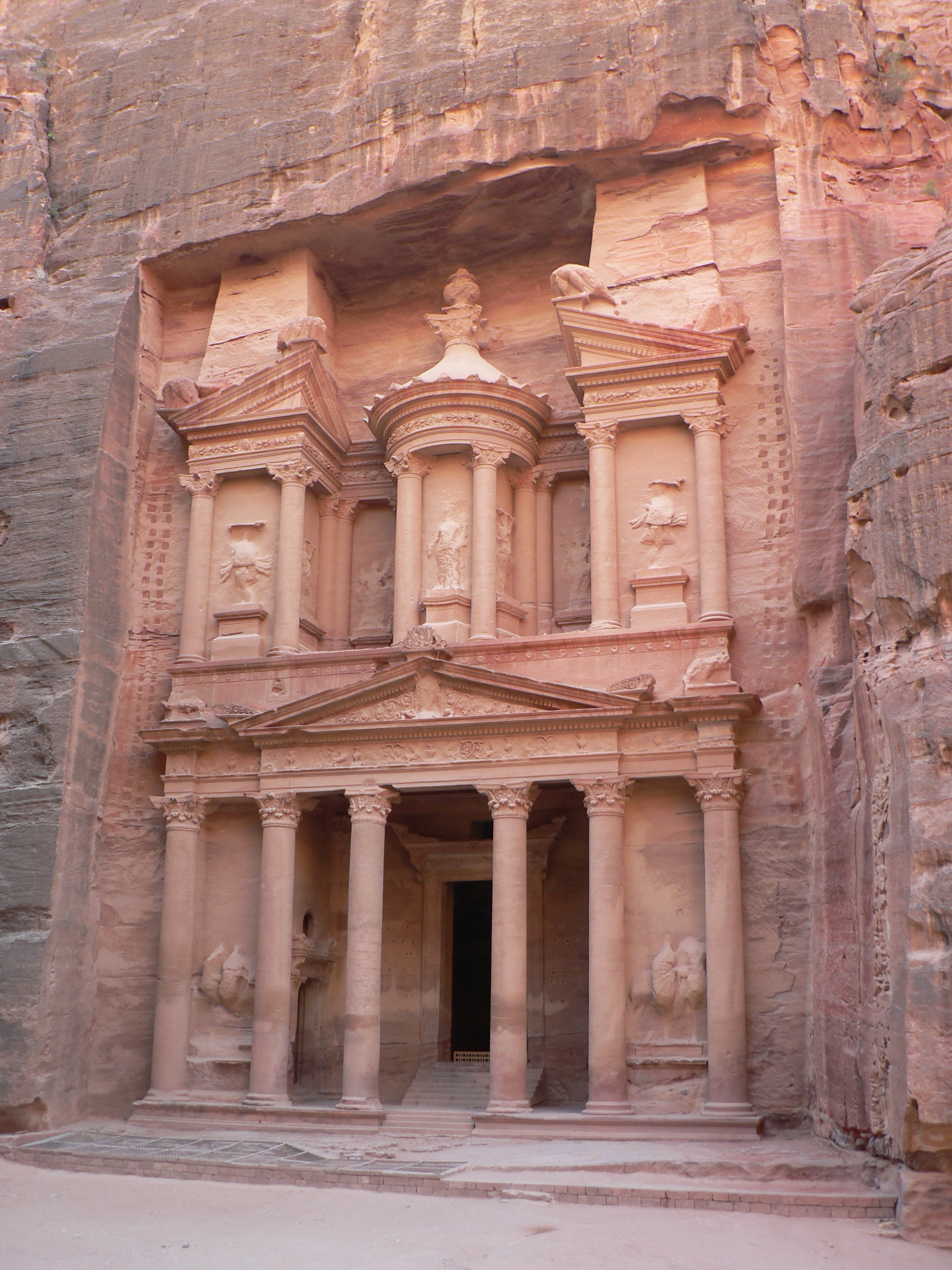
Al Khazneh o El Tesoro de Petra.

El arte nabateo es el arte que conrearon los nabateos del Norte de Arabia, un antiguo pueblo arameo cuya época de mayor esplendor abarcó desde el siglo IV a. C. al I d. C.. Los nabateos eran conocidos por sus cerámicas pintadas en cerámica fina, que acabaron dispersándose entre el mundo greco-romano, así como por las contribuciones a la escultura y la arquitectura nabatea. El arte nabateo es ampliamente conocido por los sitios arqueológicos de Petra, específicamente los monumentos de Al Khazneh y Ad Deir.

## Artes plásticas

### Cerámica

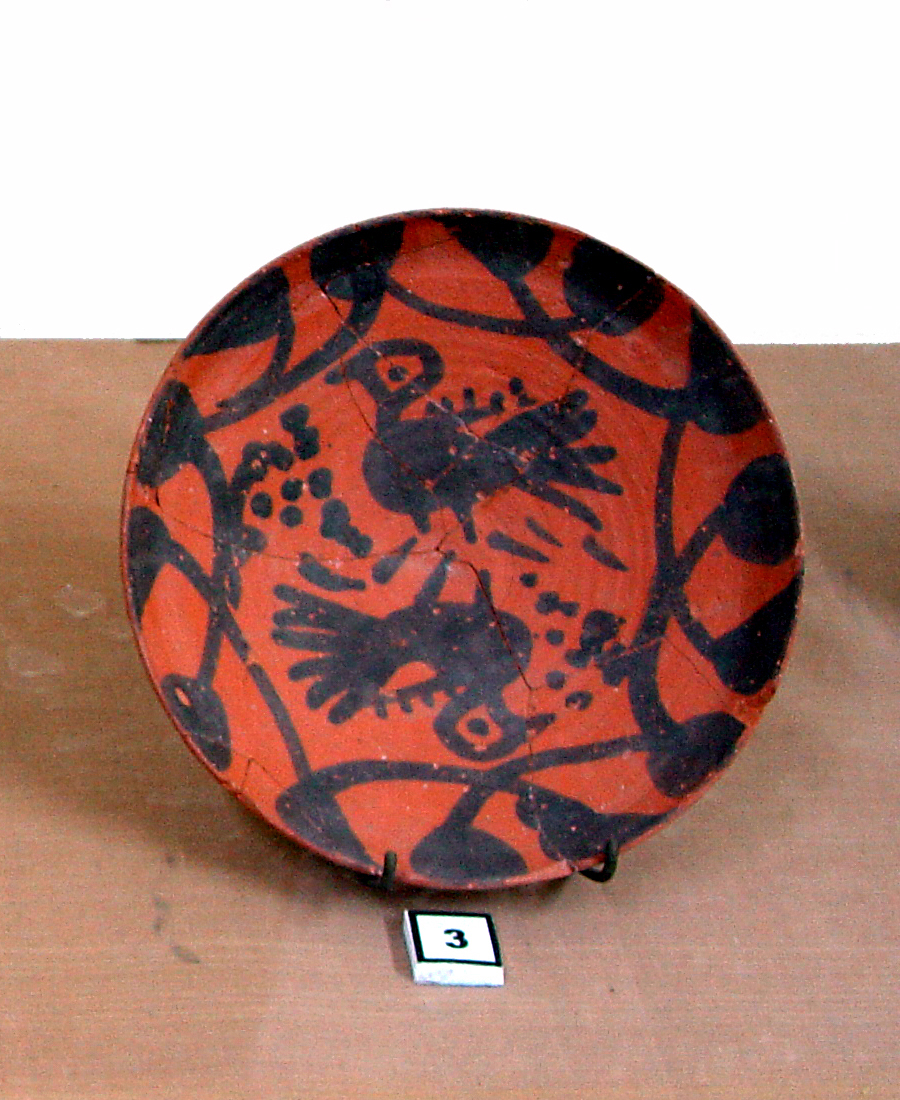
Ejemplo de cerámica nabatea, en el Museo Arqueológico de Petra.

La cerámica nabatea se caracteriza por contornos finos y motivos florales. El uso exclusivo de los patrones florales y animales, como pájaros, se vincula con el aniconismo nabateo en sus prácticas religiosas. Los diseños en las mercancías generalmente se pintaban y decoraban con pigmento negro u oscuro o se presionaban en la superficie con sellos y ruedas de ruleta. Para terminar las piezas, los artesanos las pulían o usaban un proceso de sinterización. La mayoría de las cerámicas, y poseen un color rosado, al igual que los acantilados que rodean la ciudad. Esto se debe a que los alfareros nabateos usaban cuerpos de arcilla local en su trabajo. Las cerámicas nabateas variaban en muchas formas, y pueden clasificarse por su grosor, forma de borde, bases y decoración. En algunos casos, las formas de los vasos imitan la forma de las vajillas de metal de la región. Estos vasos habrían sido para uso diario, no ceremonial, a pesar de la cantidad inusualmente grande de fragmentos rotos encontrados en montones de escombros.

## Arquitectura

### Tumbas

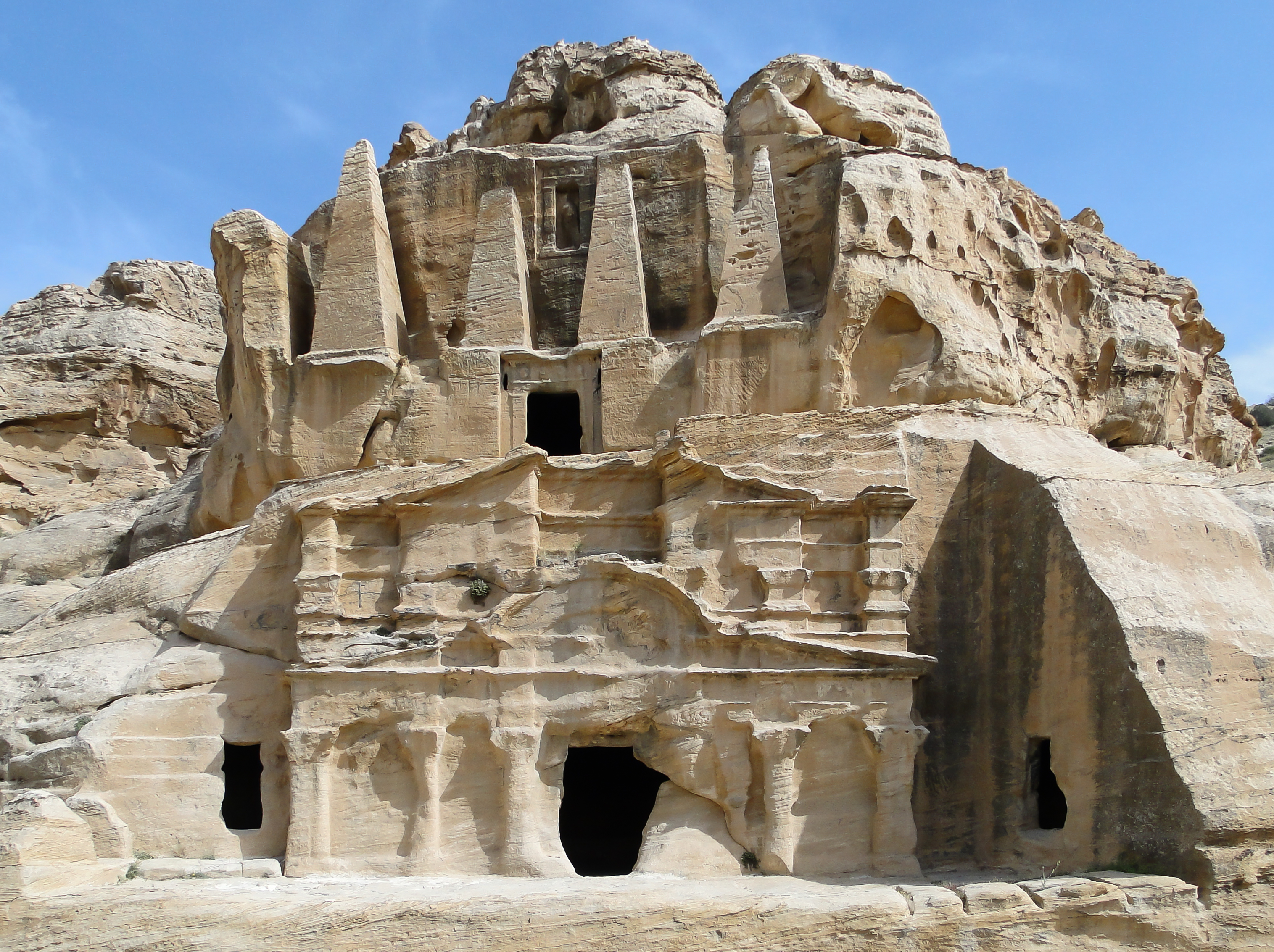
La tumba del Obelisco, en Petra.

Las tumbas nabateas son principalmente tumbas talladas directamente desde la piedra. Se creaban a partir del recorte directo del paisaje, tradicionalmente de roca. Las tumbas excavadas en la roca son las que se encuentran con mayor frecuencia en los sitios arqueológicos excavados en Nabatea. Se han encontrado cerca de 900 tumbas talladas en roca en Petra y Hegra. Las tumbas nabateas son una fusión de estilos helenísticos y romanos, avanzando a una gradual creación del estilo nabateo. Algunas poseen características de influencia griega clara, como frontones, metopas y triglifos, y capiteles. Fueron construidos para honrar a los dioses y líderes, así como a las generaciones de una familia específica. Las tumbas se encuentran normalmente dentro del centro urbano, y no fuera como forma de necrópolis. Estas tumbas son de estilo simple pero elaboradas en función, a menudo con escalones, plataformas, agujeros de libación, cisternas, canales de agua y, a veces, salas de banquetes. Muchas cuentan con numerosos íconos religiosos, inscripciones y santuarios encontrados en asociación con manantiales, cuencas y canales.
Las tumbas creneladas eran populares dentro de la arquitectura nabatea. Hay varias variaciones de crestería, vacilantes en número de niveles. Se crearon tumbas acorazadas para representar fortificaciones, creando un símbolo de ciudades, fortaleza, y poder militar. Más tarde, bajo los persas aqueménidas, se eliminó el contexto de fortificación, dando un mayor alcance a un signo de realeza y autoridad.
Varias tumbas cuentan con obeliscos en su exterior. Los obeliscos son un monumento vertical, estrecho y alargado, que a menudo se utilizaba para representar a los líderes específicos de Nephesh y a los dioses de las sociedades monolíticas. A menudo se encuentran en la arquitectura del Antiguo Oriente Próximo y Egipto.
Las tumbas con fachadas detalladas también eran populares en la comunidad nabatea. Existe un total de ocho tipos de fachada diferentes: Pilón individual, Pilón doble, Paso, Proto-Hegr, Hegr, Arco, Clásico simple y Clásico complejo. Pilón único, Pilón doble, Paso, Proto-Hegr y Hegr se caracterizan por variaciones en el motivo escalonado combinado con elementos de la arquitectura clásica. El Arco, el Clásico simple y el Clásico complejo tienen únicamente motivos clásicos, a los que se les ha dado interpretación nabatea.
En Petra, hay una serie de tumbas llamadas las Tumbas Reales. Estas tumbas se dividen en cuatro secciones: la Tumba de la Urna, la Tumba de Seda, la Tumba de Corinto y la Tumba del Palacio. La Tumba de la Urna está construida en la parte alta de la montaña, y requiere subir una serie de tramos de escaleras. Se ha sugerido que esta es la tumba del rey nabateo Malco II, que murió en el año 70. Al lado yace la Tumba de la Seda, nombrada por su rico color de la arenisca. La Tumba de Corinto es la siguiente, con columnas corintias griegas. Finalmente, se encuentra la Tumba del Palacio, con tres pisos distintos en su fachada.

## Escultura

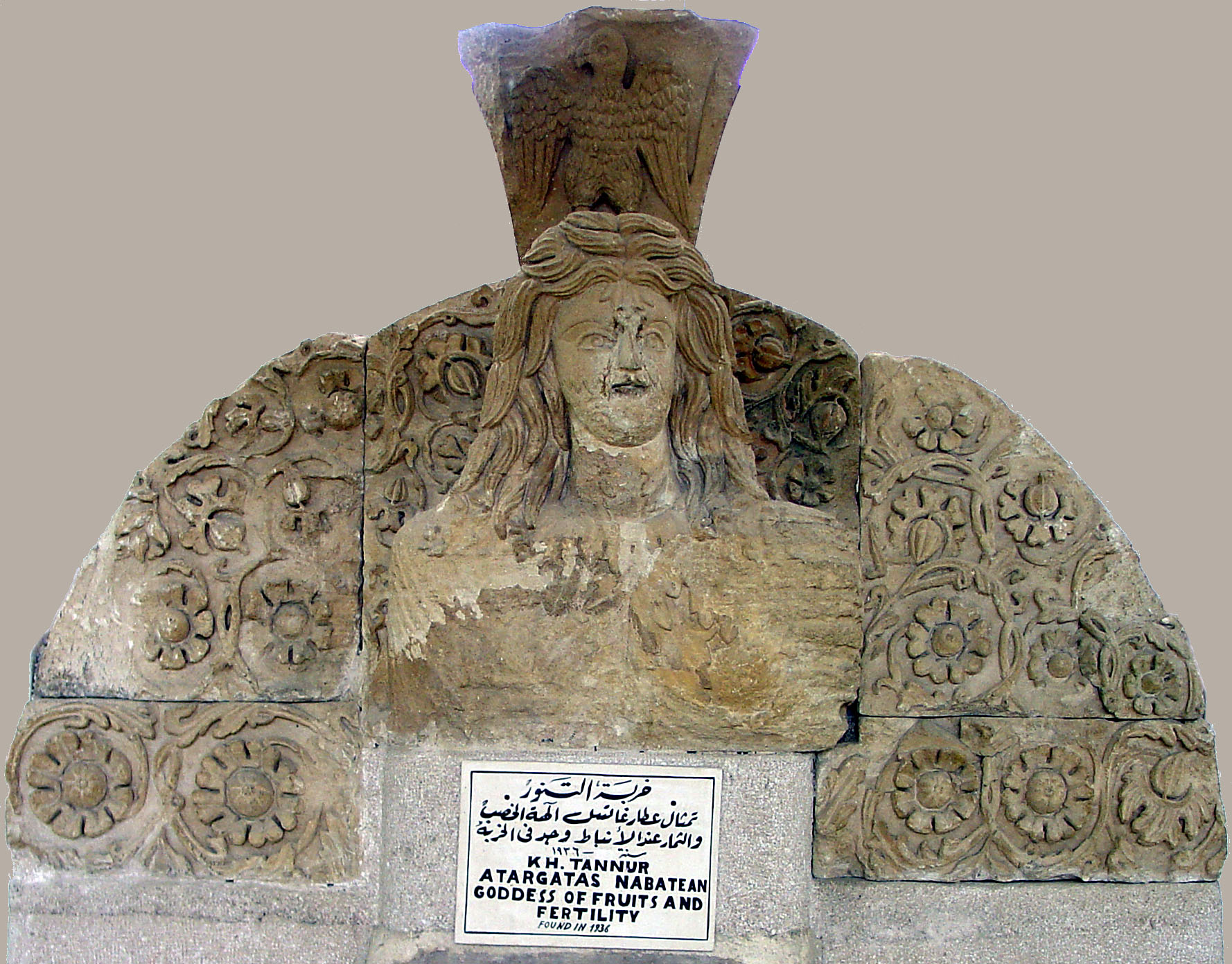
Estatua nabatea de la diosa Atargatis, en el templo de Khirbat al-Tannur.

La escultura nabatea temprana comparte varias características de la escultura romana, griega y siria. El pelo ondulado, las expresiones faciales dramáticas y las curvas en forma de S reflejaban el estilo esculptórico helenístico. La escultura griega se representaba con barba largas y juntas, la simetría, y el perfeccionamiento ideal del cuerpo humano.
En años posteriores, la escultura nabatea tardana se volvió muy estilizada. Ciertos elementos, como el cabello, se mantuvieron en el estilo greco-romano, pero muchos otros aspectos evolucionaron hacia lo que ahora se entiende como propoamente nabateo. Estas características se encuentran, generalmente, en las estructuras faciales. Los ojos de varias piezas se representan semicircularmente y característicamente planos, de forma caricaturesca. Las esculturas tienen a menudo narices triangulares y barbillas grandes y redondas. Más allá de las antropomórficas, la escultura nabatea también incluía animales como aves, elefantes y camellos.

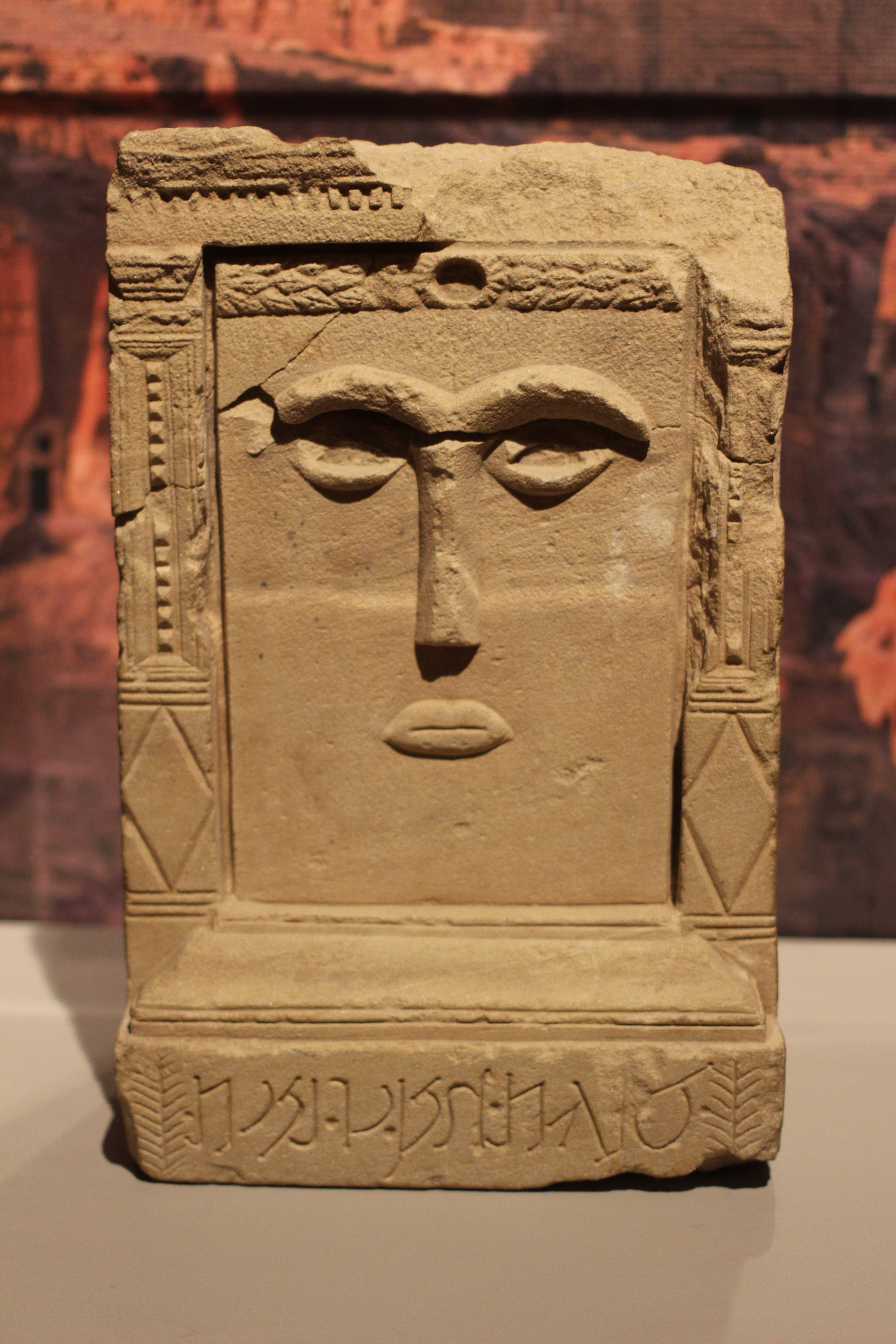
Betilo nabateo

La escultura nabatea representaba habitualmente un conjunto cerrado de dioses y deidades. La mayoría erandioses y diosas que fueron adoradas exclusivamente por los nabateos, sin embargo, algunos son representativos de las creencias griegas, romanas y del Medio Oriente. Además, los zodíacos se representaban periódicamente en todas sus formas artísticas. Dushara era una deidad masculina principal para los nabateos, que ha sido comparado con Zeus en la cultura griega, así como con Dioniso. Se han encontrado ejemplos de Dushara en varios lugares de Petra, así como en Khirbat al-Tannur. Inicialmente y según la tradición, Dushara estaba representado en una forma anicónica como un bloque cuadrado, como es representado en los betilos de Petra, aunque también existe una gran cantidad de escultura detallada encontrada de Dushura. Una pieza específica muestra una cara helenística, mostrando acción y complexiones carnosas y vivaces. Otros dioses comúnmente representados incluirían a Al-Uzza, Al-Kutbay, Nike y los zodíacos.

### Betilos
Los betilos (Baetylus) eran otra herramienta utilizada para la representación de dioses y diosas más allá de la escultura tradicional que aparecen en abundancia en el arte nabateo. A menudo están tallados en santuarios tanto en lugares públicos como en privados. Algunos tienen pedestales o están ubicados dentro de nichos. Los betilos se utilizaban para encarnar a sus dioses, la mayoría de las veces, aunque no exclusivamente, Dushara. Su tamaño variaba en gran medda, en grupos o independientes. Aparecían como escultura en relieve y exentas. Las tallas eran rectangulares y no figurativas, aunque en algunos casos tenían ojos estilizados y una nariz, similar a las estelas faciales de los arameos y de Arabia del Sur.

## Pintura

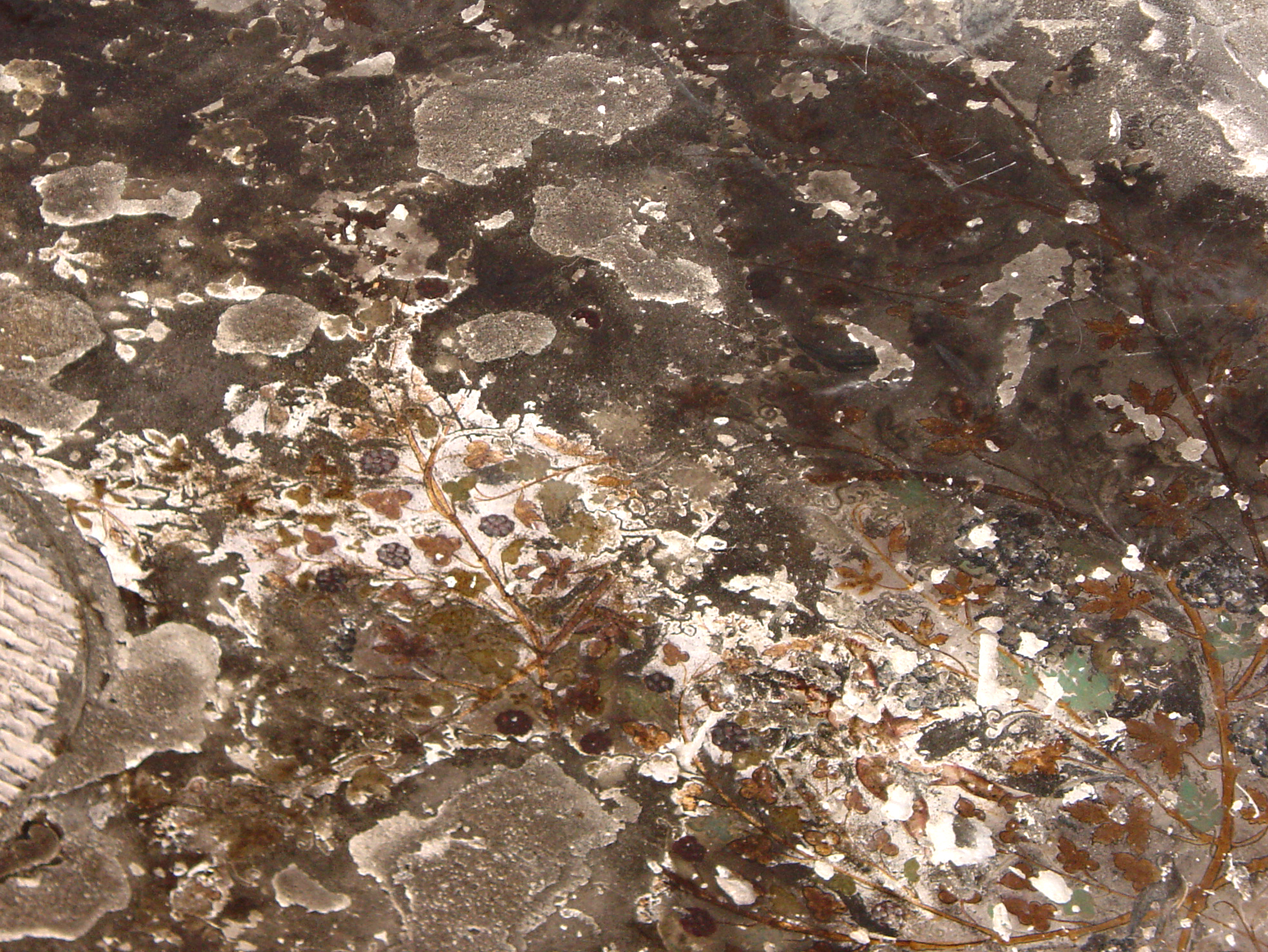
Los frescos del techo en la Casa Pintada de la Pequeña Petra, en estilo helenístico alejandrino.

Muy pocos ejemplos de pintura nabatea han sobrevivido hasta la actualidad. La mayoría son fragmentos de pintura interior puramente decorativa. Sin embargo, se han encontrado suficientes para demostrar que siguen el estilo helenístico contemporáneo, del cual también quedan pocas pinturas.
En 2010, se descubrió que un biclinio, ahora conocido coloquialmente como la Casa Pintada, en laPequeña Petra, en Jordania, tenía extensos frescos en el techo, que durante mucho tiempo habían estado ocultos bajo el hollín de las hogueras beduinas y otras inscripciones de siglos posteriores. Un proyecto de restauración de tres años los destapó. Representan, detalladamente y con una variedad de medios, incluyendo esmaltes y hojas de oro, imágenes como vides y putti asociadas con el dios griego Dioniso, lo que sugiere que el espacio pudo haber sido utilizado para el consumo de vino, tal vez con los comerciantes visitantes. Además de ser el único ejemplo conocido de la pintura figurativa interior de Nabatea in situ, son uno de los pocos ejemplos de pintura helenística existentes, y han sido considerados superiores a las posteriores imitaciones romanas del estilo en Herculano.